# Stade Malherbe Caen
Stade Malherbe Caen (phát âm tiếng Pháp: [stɑd malɛʁb kɑ̃]; thường được gọi là SM Caen hoặc SMC) là một đội bóng đá chuyên nghiệp của Pháp, chơi ở thành phố Caen ở Normandy. Câu lạc bộ được thành lập vào ngày 17 tháng 11 năm 1913 bởi sự hợp nhất của Club Malherbe Caennais và Club Sportif Caennais. Đội lấy tên từ François de Malherbe, một nhà thơ thế kỷ 17 từ Caen.
Trong phần lớn lịch sử của mình, SM Caen là một trong những câu lạc bộ nghiệp dư chính ở Pháp. Cuối những năm 1980 và đầu những năm 1990 chứng kiến sự trỗi dậy của Stade Malherbe trong hệ thống phân cấp bóng đá Pháp. Năm 1985, Stade Malherbe chấp nhận vị thế chuyên nghiệp. Ba mùa sau, lần đầu tiên nó được thăng hạng lên hạng nhất. Năm 1992, một vài tháng sau khi được cứu thoát khỏi sự phá sản, câu lạc bộ đã hoàn thành thứ năm trong Phân khu 1 và đủ điều kiện cho UEFA Cup. Nhưng nó đã xuống hạng ba năm sau đó. Mặc dù có một danh hiệu thứ hai giành được vào năm 1996, SM Caen đã rơi vào tình trạng ẩn danh ở giải hạng hai.
Dưới sự chủ trì của Jean-François Fortin, từ năm 2002, và dưới sự chỉ đạo thể thao của Patrick Rémy, Franck Dumas và sau đó là Patrice Garande, Stade Malherbe đã lấy lại thành công thể thao. Câu lạc bộ đã được thăng hạng ở Ligue 1 nhiều lần, lọt vào trận chung kết Coupe de la Ligue năm 2005 và kết thúc thứ 7 tại Ligue 1 năm 2016. Năm 2018, khi câu lạc bộ bắt đầu mùa giải thứ 5 liên tiếp tại Ligue 1, một cuộc xung đột nổ ra trong đội ngũ quản lý: Jean-François Fortin rời vị trí của mình đến Gilles Sergent, trong khi Patrice Garande được thay thế bởi Fabien Mercroe. Caen đã xuống hạng Ligue 2 vào năm 2019, sau khi kết thúc thứ 19 trong mùa giải Ligue 1 trước đó.
SM Caen đã chơi từ năm 1993 tại Sân vận động Michel d'Ornano. Trước và kể từ khi thành lập, câu lạc bộ đã chơi tại Stade de Venoix, hiện đang được sử dụng bởi đội dự bị. Nó về cơ bản có sự cạnh tranh về địa lý với Le Havre AC (đôi khi được gọi là " Le derby Normand ") và Stade Rennais, người hàng xóm gần nhất của nó ở Ligue 1.

## Lịch sử

### Genesis (Trước năm 1913)
Nhiều câu lạc bộ bóng đá được thành lập ở Caen vào cuối thế kỷ 19: Union sportive des étudiants de Caen, được thành lập năm 1892, Union Athlétique du Lycée Malherbe (UALM), thành lập năm 1892  hoặc 1895 và Club Sportif Caennais, được thành lập vào tháng 11 năm 1899. Các câu lạc bộ này đã tham gia vào các phiên bản đầu tiên của giải vô địch bóng đá được tổ chức bởi Union des Sociétés Françaises de Sports Athlétiques.
Năm 1907, các thành viên cũ của UALM đã tạo ra Câu lạc bộ Malherbe Caennais, sớm là câu lạc bộ tốt nhất ở Lower Normandy. Vào năm 1909 và 1911, một số trận đấu giao hữu đã được tổ chức giữa tuyển chọn các cầu thủ từ Caen và câu lạc bộ tiếng Anh của St Albans City FC.

### Năm đầu tiên và cuộc phiêu lưu chuyên nghiệp đầu tiên (1913-1947)

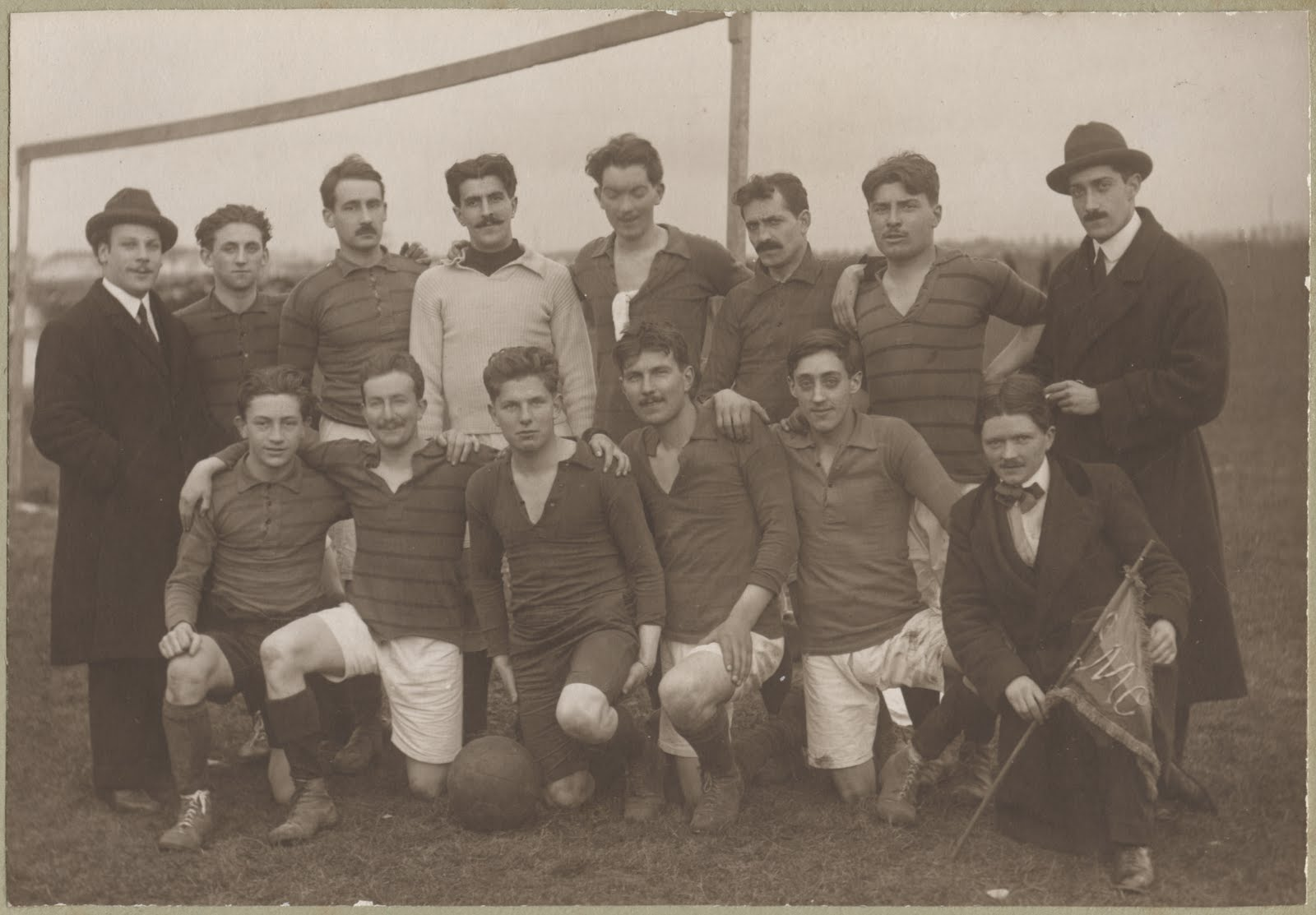
Đội Stade Malherbe năm 1919

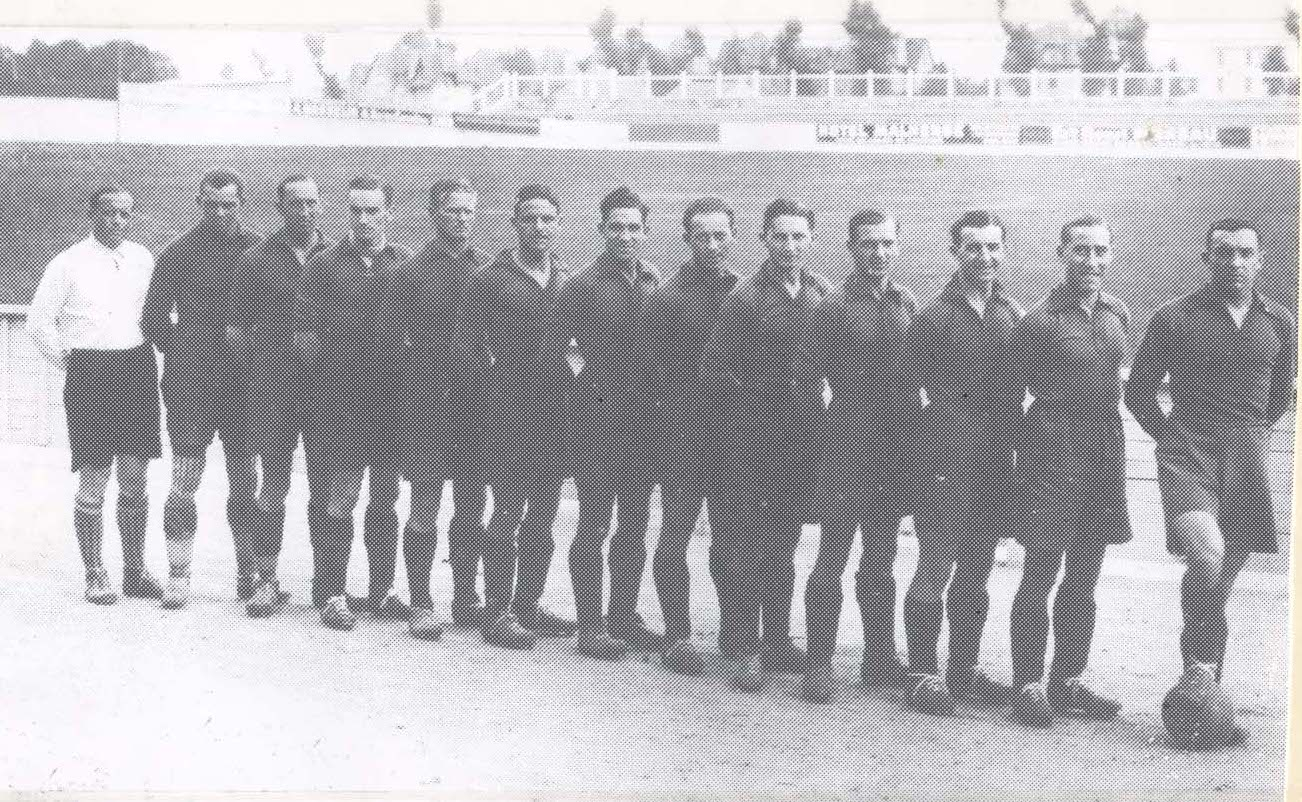
Đội bóng chuyên nghiệp đầu tiên của Stade Malherbe, mùa 1934-1935

Stade Malherbe Caennais được chính thức thành lập vào ngày 17 tháng 11 năm 1913 từ sự hợp nhất của Club Sportif Caennais và Club Malherbe Caennais. Đó là một câu lạc bộ thể thao đa thể thao, đã thông qua "Malherbe" và áo sọc của CMC, và màu đỏ và xanh của CSC. Câu lạc bộ có cơ sở riêng   - S tade de Venoix   - được thừa hưởng từ CMC.
Đội bóng đá của CMC, tham gia vào giải đấu ở Lower Normandy, đã đổi tên ngay sau khi bắt đầu mùa giải. Với chiến thắng trong cuộc thi này, Stade Malherbe đã ghi lại danh hiệu đầu tiên của họ trong năm đầu tiên tồn tại. Có đủ điều kiện cho trận chung kết Giải vô địch bóng đá USFSA năm 1914, Caen đã bị loại trong trận chung kết vòng 1 bởi Union sportive Servannaise: sau trận hòa trong trận đấu đầu tiên (3-3), nó đã thua lần thứ hai. Chiến tranh thế giới thứ nhất đã dừng các cuộc thi. Ba mươi chín thành viên của câu lạc bộ đã thiệt mạng trong cuộc chiến, bao gồm cả cựu đội trưởng Eugène Lesomptier.
Năm 1919, chức vô địch USFSA đã được thay thế bằng giải vô địch khu vực do Liên đoàn bóng đá Pháp tổ chức, được gọi là Division d'Honneur. Stade Malherbe, gia cố bởi việc di chuyển đến Caen của cựu người Pháp quốc tế Eugène Maes, giành được sáu lần vô địch của Lower Normandy giữa năm 1920 và 1928, nhưng không thể cạnh tranh với các câu lạc bộ chính Upper Normandy, Le Havre AC và FC Rouen. Kể từ năm 1919-20, Caen cũng tham gia Coupe de France nhưng rơi vào vòng 32 năm 1921 và 1922. Năm 1929, hai giải đấu của Division d'Honneur của Normandy đã được sáp nhập và Stade Malherbe được thăng chức vào năm sau đó. Vị trí cuối cùng tốt nhất của nó là thứ 5 vào năm 1933.
Năm 1934, một năm sau khi FC Rouen và Le Havre AC, Stade Malherbe có được vị thế chuyên nghiệp và đạt đến Giải hạng 2 của Pháp. Câu lạc bộ đã hoàn thành thứ 11 trên 16 cho mùa đầu tiên, sau đó là thứ 6 vào năm 1936 và thứ 8 vào năm 1937. Nhưng tình hình tài chính của nó xấu đi và Stade Malherbe rời khỏi D2 vào năm 1938, sau bốn mùa giải chuyên nghiệp.
Câu lạc bộ sau đó trở lại Division d'Honneur của Normandy. Nó đã giành được phiên bản cuối cùng trước Thế chiến II năm 1938, 39, và hai phiên bản đầu tiên sau WW2 năm 1946 và 1947.

### Một câu lạc bộ nghiệp dư quan trọng (1948-1985)
Năm 1948, Stade Malherbe gia nhập Championnat de France amateur de football (1948–1970) mới thành lập, cấp độ thứ ba của bóng đá Pháp. Sớm được coi là "chúa tể" trong CFA, Caen không thể giành chức vô địch, không giống như đối thủ khu vực của họ là US Quevilly, bất chấp những lời kêu gọi liên tiếp đến các cựu cầu thủ quốc tế Pháp với tư cách là huấn luyện viên: Jules Vandooren, Jean Prouff, Andre Grillon, Jean Vincent và Oliver Celestin. 

Stade Malherbe được biết đến chủ yếu bằng những chiến công lặp đi lặp lại ở Coupe de France vào những năm 1950: Nhà vô địch Pháp Stade de Reims (2-1) và các đội hàng đầu Racing Club de France (3 -2) và RC Lens đã bị đánh bại vào tháng 1 năm 1953, 1956 và 1961. Năm 1958, Caen đã đẩy FC Nantes chơi năm trận để quyết định: ba trận đầu tiên dẫn đến kết quả hòa 0-0, trận thứ tư đã dừng lại, trận thứ năm chứng kiến Nantes thắng 1-0. Nhờ thành công, Caen đã giành giải "Thử thách bóng đá Pháp", thưởng cho đội bóng nghiệp dư xuất sắc nhất ở Coupe de France năm 1956 và 1961. Bị hủy hoại bởi sự bất ổn của huấn luyện viên và chủ tịch và sức khỏe tài chính bấp bênh, Stade Malherbe suy yếu dần và bị xuống hạng hai lần (vào năm 1962 và 1965) vào Division d'Honneur, nhưng đã giành lại vị trí của mình trong CFA.
Năm 1970, CFA đã được gỡ bỏ và Giải hạng 2 được mở rộng thành 48 đội. Trong những năm 1970, Caen đã lên xuống giữa D3 và D2, nơi nó không ổn định. Jacques Mouilleron trở thành huấn luyện viên vào năm 1973. Năm 1975, câu lạc bộ đã giành được danh hiệu quốc gia đầu tiên: nhóm Tây của Phân khu 3. Stade Malherbe được đặt tên là câu lạc bộ nghiệp dư tốt nhất bởi France-Football và Jean-Paul Bouffandeau và Jean-Paul Pottier được mệnh danh là cầu thủ nghiệp dư của Pháp trong năm 1975 và 1976. 3 năm sau, Caen trở lại D3.
Pierre Mankowski được thuê làm huấn luyện viên cầu thủ vào năm 1983. Ông đã dẫn dắt Stade Malherbe từ D3 lên đỉnh D2 trong một vài mùa, và thúc đẩy nó để có được vị thế chuyên nghiệp vào năm 1985.

### Từ D2 đến Cúp châu Âu (1985-1993)
SM Caen là một câu lạc bộ bóng đá chuyên nghiệp từ năm 1985. Mục tiêu đã nêu của Mankowski là đưa Caen vào sư đoàn đầu tiên. Anh ấy giúp đội cải thiện, đầu tiên là phòng ngự sau đó là tấn công. Caen đã hoàn thành vị trí thứ sáu trong D2 vào năm 1986 và thứ hai vào năm 1987, với các cầu thủ đáng chú ý Philippe Prieur và Éric Pécout. Caen đã biến stade de Venoix thành một nơi không thể đánh bại nhưng đã cúi đầu trước AS Cannes trong vòng play-off. Caen đã thành công ở vòng playoffs sau mùa giải, đánh bại Olympique Lyonnais và Chamois Niortais FC, xuống hạng từ D1.
Năm 1988, Stade Malherbe lên Giải hạng 1. Mặc dù có nhiều sự ra đi, bao gồm cả HLV Mankowski (được thay thế bởi Robert Nouzaret) và sáu trận thua đầu tiên, Caen vẫn ở lại, một điểm trước RC Strasbourg, với sự xuất hiện của một tiền đạo đầy triển vọng Fabrice Divert. Stade Malherbe khẳng định, không phải không có khó khăn, màn trình diễn của nó ở mùa giải tiếp theo.
Với một huấn luyện viên mới, Daniel Jeandupeux, đội chủ yếu được cơ cấu lại. Vào năm 1990-91, Caen đã giành được vị trí của mình trong nửa đầu của Phân khu 1, nhờ những kết quả xuất sắc thu được ở Venoix. Tuy nhiên, báo chí tiết lộ vào cuối năm 1991 rằng câu lạc bộ đã gần phá sản. Các doanh nghiệp khu vực và chính quyền địa phương đã cứu trợ câu lạc bộ, dẫn đến một mùa giải 1991-92 rực rỡ. Stade Malherbe đã hoàn thành thứ năm và đủ điều kiện cho lần đầu tiên (và duy nhất cho đến nay) cho UEFA Cup. Stéphane Paille đã ghi 15 bàn trong mùa giải. Đối với vòng đầu tiên của Cúp UEFA 1992-93, Caen đã phải đối đầu với Real Zaragoza. Caen thắng 3-2 ở lượt đi nhưng thua 2-0 ở Tây Ban Nha. Bất chấp mục tiêu của Xavier Gravelaine, SM Caen đã kết thúc mùa giải ở vị trí thứ mười một tương đối đáng thất vọng.

### Giữa bộ phận thứ nhất và thứ hai (từ năm 1993)

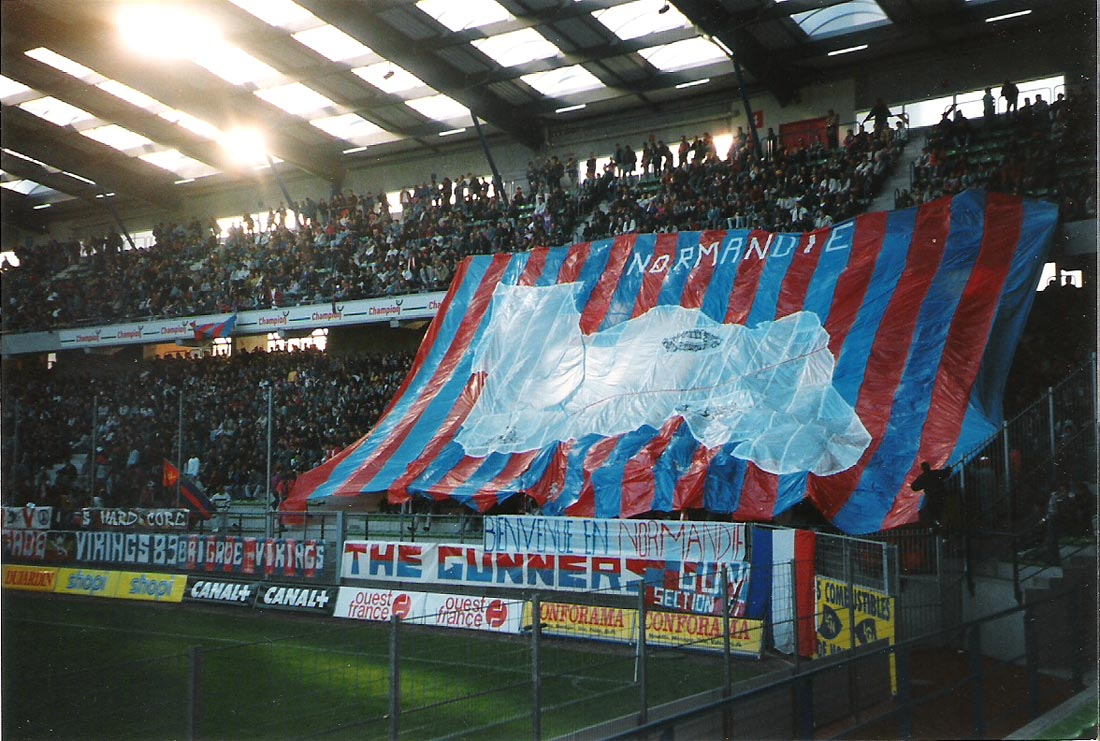
Tifo tại Stade Michel d'Orano cho trận derby Normandy năm 1995.

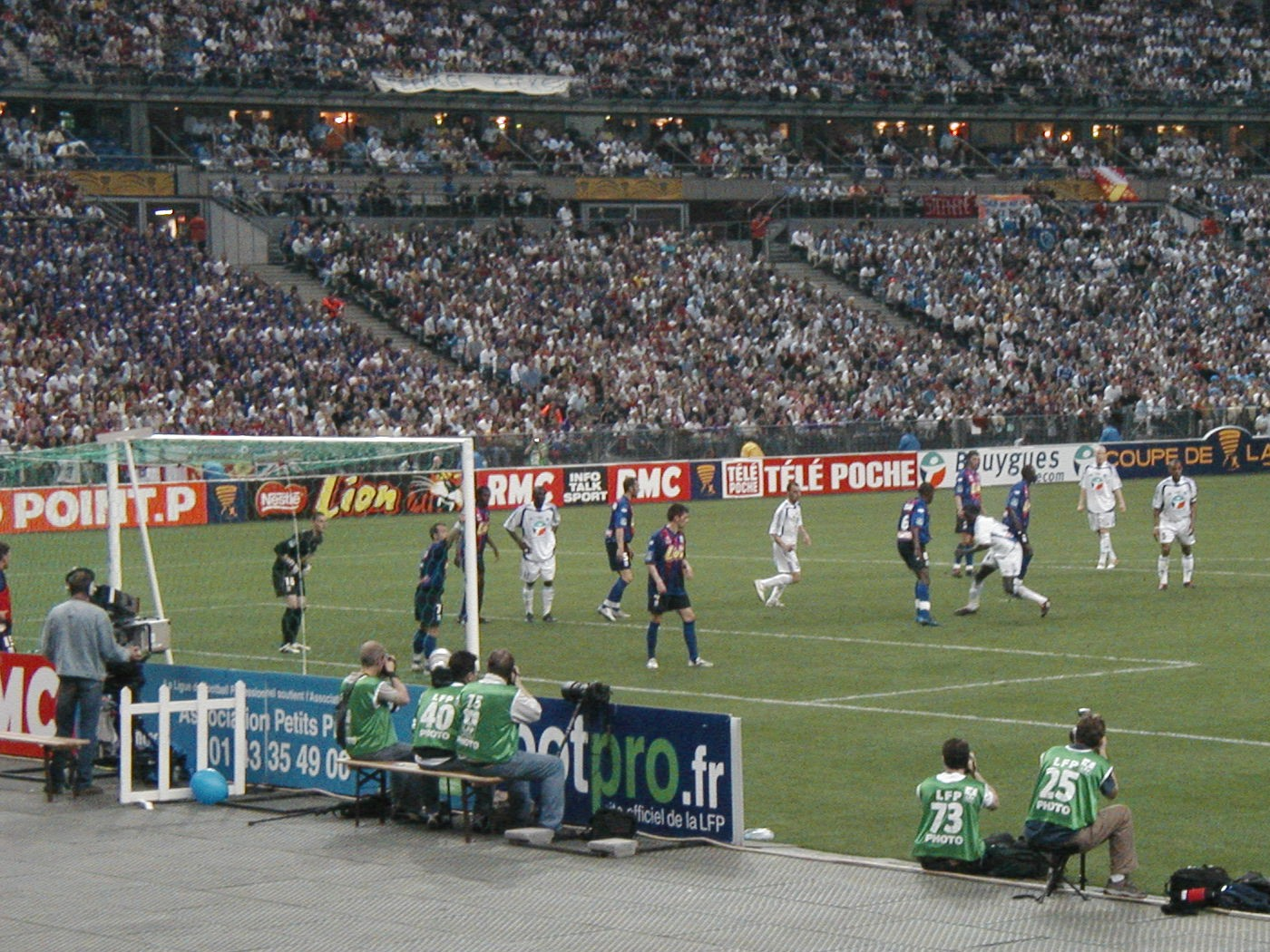
Chung kết Coupe de la Ligue năm 2005.

Trong mùa giải 2003-04, Caen kết thúc thứ 2 tại Ligue 2, được thăng hạng lên Ligue 1. Họ đã xuống hạng vào ngày cuối cùng của mùa giải 2004-05 Ligue 1, kết thúc ở vị trí thứ 18 mặc dù có một số kết quả tích cực, bao gồm một chiến thắng 3-2 bất ngờ trên sân nhà trước Marseille. Nhưng điểm nổi bật chính trong mùa giải của họ là lần đầu tiên lọt vào trận chung kết Coupe de la Ligue trong lịch sử của họ. Tuy nhiên, cơ hội của họ tại một danh hiệu lớn đã lảng tránh họ, khi họ thua 2-1 trước Strasbourg trong trận chung kết.
Vào ngày 25 tháng 5 năm 2007, SM Caen đã được thăng hạng lên Ligue 1 sau chiến thắng trong trận đấu cuối cùng trước Libourne (1-2). Trong mùa giải 2008-09, đội một lần nữa xuống hạng với Ligue 2 sau khi thua 1-0 trên sân nhà trước Bordeaux, nhưng đã giành chức vô địch mùa giải tới và do đó trở lại Ligue 1.
Trong mùa giải 2010-11, Caen đã có một khởi đầu cực kỳ ấn tượng bằng cách đánh bại đương kim vô địch Marseille 2-1 vào ngày đầu tiên của mùa giải, sau đó tiếp tục với chiến thắng 3-2 trên sân nhà trước đội lọt vào trận bán kết Champions League mùa trước  Lyon.
Trong mùa giải 2013-14, Caen đã ở Ligue 2, nhưng đã thăng hạng lên Ligue 1 cho mùa giải 2014-15. Là một phần của trận chiến thăng hạng, họ đã có trận đấu quan trọng với Nîmes vào tháng 5 năm 2014. Kết quả 1-1 này cũng rất thuận lợi cho Nîmes, những người đang chiến đấu để tránh xuống hạng. Kết quả này làm dấy lên nghi ngờ, vào tháng 11 năm 2014, chủ tịch Caen Fortin đã bị bắt, trong số nhiều người khác, vì nghi ngờ dàn xếp trận đấu. Cuối cùng, anh ta đã bị xóa án vào tháng 3 năm 2015.. Trong các mùa giải 2016/2017 và 2017/2018, Caen tránh xuống hạng ở Ligue 2 trong cả hai lần bằng cách giành được một trận hòa vào ngày cuối cùng của mùa giải chống lại Paris Saint-Germain.
Mùa giải 2018/2019, Caen đã xuống hạng vào ngày cuối cùng của chiến dịch sau khi thua trận với tỷ số 1-0 trước Bordeaux. Caen cần phải thắng trận đấu và hy vọng rằng kết quả ở nơi khác sẽ có lợi cho họ. Sự xuống hạng đã kết thúc 5 năm của Caen ở giải đấu cao nhất.

## Danh dự
| Quốc gia | Khu vực và thanh niên |
| --- | --- |
| - Championnat de France / Ligue 1: Trình diễn tốt nhất: 5 (1992) - Championnat de France de Division 2 / Ligue 2 (2): Quán quân: 1996, 2010 Á quân: 1987 (nhóm A), 1988 * (nhóm B), 2004 *, 2007 * - Coupe de Pháp: Trình diễn tốt nhất: Bán kết (2018) - Coupe de la Ligue: Chung kết: 2005 - Phân khu 3 (2): Quán quân: 1975, 1980 (groupe Ouest) | - Giải vô địch Normandy: Quán quân: 1939, 1947, 1948, 1963, 1966 - Giải vô địch Normandy thấp hơn: Quán quân: 1914, 1920, 1921, 1922, 1923, 1925, 1928 - Coupe Gambardella: Chung kết: 1959, 1994, 2001 - Coupe des Cadets: Vô địch: 1973 |

* biểu thị sự thăng hạng mà không giành được chức vô địch.
| Năm     | Division       | Place | Played | Won | Drawn | Lost | G.F. | G.A. | G.D. | Points |
| ------- | -------------- | ----- | ------ | --- | ----- | ---- | ---- | ---- | ---- | ------ |
| 1934–35 | Second League  | 11th  | 26     | 9   | 3     | 14   | 61   | 57   | +4   | 21     |
| 1935–36 | Second League  | 6th   | 34     | 17  | 5     | 12   | 68   | 57   | +11  | 39     |
| 1936–37 | Second League  | 8th   | 32     | 12  | 7     | 13   | 44   | 53   | −9   | 31     |
| 1937–38 | Second League  | 14th  | 30     | N/A | N/A   | N/A  | N/A  | N/A  | N/A  | 23     |
| 1970–71 | Division 2 – B | 15th  | 30     | 8   | 6     | 16   | 29   | 46   | −17  | 22     |
| 1971–72 | Division 2 – A | 6th   | 30     | 12  | 9     | 9    | 32   | 36   | −4   | 33     |
| 1972–73 | Division 2 – A | 17th  | 34     | 8   | 7     | 19   | 37   | 65   | −28  | 23     |
| 1975–76 | Division 2 – A | 6th   | 34     | 16  | 8     | 10   | 54   | 48   | +6   | 43     |
| 1976–77 | Division 2 – B | 15th  | 34     | 11  | 8     | 15   | 43   | 51   | −8   | 30     |
| 1977–78 | Division 2 – B | 18th  | 34     | 6   | 8     | 20   | 29   | 66   | −37  | 20     |
| 1980–81 | Division 2 – B | 18th  | 34     | 6   | 10    | 18   | 25   | 58   | −33  | 22     |
| 1984–85 | Division 2 – A | 11th  | 34     | 11  | 11    | 12   | 33   | 40   | −7   | 33     |
| 1985–86 | Division 2 – B | 6th   | 34     | 14  | 9     | 11   | 33   | 31   | +2   | 37     |
| 1986–87 | Division 2 – A | 2nd   | 34     | 21  | 6     | 7    | 62   | 30   | +32  | 48     |
| 1987–88 | Division 2 – B | 2nd   | 34     | 20  | 9     | 5    | 54   | 22   | +32  | 49     |
| 1988–89 | First League   | 16th  | 38     | 10  | 10    | 18   | 39   | 60   | −21  | 40     |
| 1989–90 | First League   | 16th  | 38     | 12  | 10    | 16   | 34   | 48   | −14  | 34     |
| 1990–91 | First League   | 8th   | 38     | 13  | 12    | 13   | 38   | 36   | +2   | 38     |
| 1991–92 | First League   | 5th   | 38     | 17  | 10    | 11   | 46   | 45   | +1   | 44     |
| 1992–93 | First League   | 11th  | 38     | 13  | 9     | 16   | 55   | 54   | +1   | 35     |
| 1993–94 | First League   | 16th  | 38     | 12  | 7     | 19   | 29   | 54   | −25  | 31     |
| 1994–95 | First League   | 19th  | 38     | 10  | 6     | 22   | 38   | 58   | −20  | 36     |
| 1995–96 | Second League  | 1st   | 42     | 24  | 9     | 9    | 59   | 34   | +25  | 81     |
| 1996–97 | First League   | 17th  | 38     | 7   | 16    | 15   | 35   | 46   | −11  | 37     |
| 1997–98 | Second League  | 9th   | 42     | 15  | 11    | 16   | 61   | 55   | +6   | 56     |
| 1998–99 | Second League  | 5th   | 38     | 16  | 11    | 11   | 47   | 39   | +8   | 59     |
| 1999–00 | Second League  | 6th   | 38     | 12  | 17    | 9    | 50   | 37   | +13  | 53     |
| 2000–01 | Second League  | 17th  | 38     | 11  | 10    | 17   | 38   | 53   | −15  | 43     |
| 2001–02 | Second League  | 6th   | 38     | 16  | 10    | 12   | 59   | 55   | +4   | 58     |
| 2002–03 | Second League  | 7th   | 38     | 12  | 16    | 10   | 45   | 40   | +5   | 52     |
| 2003–04 | Second League  | 2nd   | 38     | 20  | 11    | 7    | 56   | 31   | +25  | 71     |
| 2004–05 | First League   | 18th  | 38     | 10  | 12    | 16   | 36   | 60   | −24  | 42     |
| 2005–06 | Second League  | 4th   | 38     | 18  | 12    | 8    | 56   | 35   | +21  | 66     |
| 2006–07 | Second League  | 2nd   | 38     | 19  | 14    | 5    | 65   | 40   | 25   | 71     |
| 2007–08 | First League   | 11th  | 38     | 13  | 12    | 13   | 48   | 53   | −5   | 51     |
| 2008–09 | First League   | 18th  | 38     | 8   | 13    | 17   | 42   | 49   | −7   | 37     |
| 2009–10 | Second League  | 1st   | 38     | 18  | 15    | 5    | 52   | 30   | 22   | 69     |
| 2010–11 | First League   | 15th  | 38     | 11  | 13    | 14   | 46   | 51   | −5   | 46     |
| 2011–12 | First League   | 18th  | 38     | 9   | 11    | 18   | 39   | 59   | −20  | 38     |
| 2012–13 | Second League  | 4th   | 38     | 17  | 12    | 9    | 48   | 28   | +20  | 63     |
| 2013–14 | Second League  | 3rd   | 38     | 18  | 10    | 10   | 65   | 44   | +21  | 64     |
| 2014–15 | First League   | 13th  | 38     | 12  | 10    | 16   | 54   | 55   | −1   | 46     |
| 2015–16 | First League   | 7th   | 38     | 16  | 6     | 16   | 39   | 52   | −13  | 54     |
| 2016–17 | First League   | 17th  | 38     | 10  | 7     | 21   | 36   | 65   | −29  | 37     |
| 2017–18 | First League   | 16th  | 38     | 10  | 8     | 20   | 27   | 52   | −25  | 38     |

## Biểu tượng và trang phục

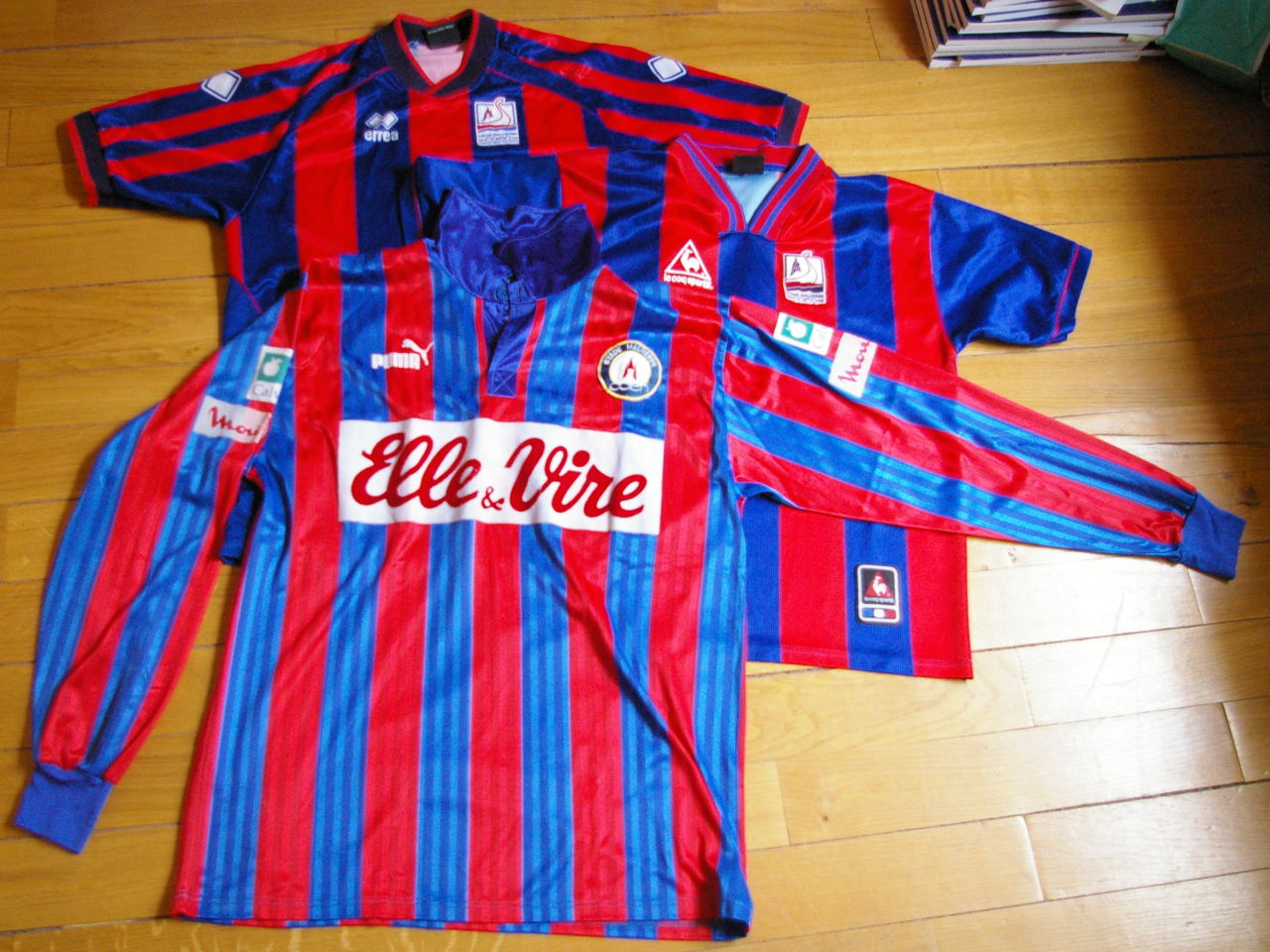
Áo SM Caen (1992, 2002 và 2005).

Club Malherbe Caennais mặc áo sọc dọc màu đen và trắng, trong khi Club Sportif Caennais sử dụng sọc ngang màu xanh và đỏ. Sau khi sáp nhập hai câu lạc bộ vào năm 1913, các quan chức đã quyết định pha trộn màu sắc và biểu tượng bằng cách áp dụng các sọc dọc CMC và màu CSC.
Stade Malherbe đã sử dụng gần năm mươi năm cùng một logo hình kim cương, được thiết kế cho giai đoạn chuyên nghiệp đầu tiên vào năm 1934.
Năm 1989, một logo mới đã được thiết kế, với một chiếc tàu dài nổi trên sóng, gật đầu với nguồn gốc Viking của Normandy và ba mũi tên của thành phố Caen. Nó được sử dụng trong các phiên bản khác nhau trong mười tám mùa, bao gồm cả trong một tấm khiên trong mùa 2006-07. Năm 2007, các quan chức trình bày một logo mới. Logo mới phản ánh bản sắc của câu lạc bộ, liên kết chặt chẽ với thời kỳ Norman của William I: lá cờ Normandy, thực sự là lá cờ Norman lịch sử với Hai Sư tử, có thể thường thấy trong Kop Normandy. Năm 2013, bài ca chính thức của SM Caen "Normands, fiers et conquérant!" đã được thực hiện với một tham chiếu được đánh dấu đến danh tính Norman:
"Représenter la Normandie est un honneur Derrière nos léopards nous chanterons en cœur!  Décrire cette belle région  Doit se faire à l'unisson  Nous sommes Normands, fiers et conquérant!  Portons les couleurs du Stade Malherbe de Caen,  et c'est à d'Ornano que nous allons chantant  Nous sommes de la même famille,  Tous unis à domicile,  Nous sommes Normands fiers et conquérants!"
Tạm dịch:
"Đại diện Normandy là một vinh dự,
Chúng tôi sẽ hỗ trợ "báo hoa mai" của chúng tôi,
Mô tả khu vực xinh đẹp này
phải đoàn kết chúng ta lại với nhau
Chúng tôi là người Norman, tự hào và chinh phục!
Chúng tôi mặc màu của SM Caen
Và chúng tôi hát cho d'Ornano
Chúng tôi đến từ cùng một gia đình,
Tất cả đoàn kết trong một ngôi nhà,
Chúng tôi là người Norman, tự hào và chinh phục! "
SM Caen crests
- 1913–1930
- 1934–1988
- 1989–20071989–2007
- 2007–20132007–2012
- 2013–2016
- 2016–present2016–present

## Sân vận động
Stade de Venoix là nhà của câu lạc bộ từ năm 1913, mặc dù khán đài đầu tiên chỉ được xây dựng vào năm 1925, cho đến năm 1993. Venoix có thể chứa hơn 15.000 khán giả ở thời kỳ đỉnh cao, và hiện có sức chứa 5.000 người.
Năm 1993, một sân vận động mới có sức chứa 21.500 đã được xây dựng, được đặt tên là Sân vận động Michel d'Ornano. Sân vận động mới khoảng 500   cách Stade de Venoix vài mét.

## Cầu thủ

### Đội hình hiện tại
Tính đến ngày 27 tháng 7 năm 2022.
Ghi chú: Quốc kỳ chỉ đội tuyển quốc gia được xác định rõ trong điều lệ tư cách FIFA. Các cầu thủ có thể giữ hơn một quốc tịch ngoài FIFA.
| Số | VT | Quốc gia     | Cầu thủ                      |
| -- | -- | ------------ | ---------------------------- |
| 1  | TM | Algérie      | Anthony Mandrea              |
| 2  | HV | Tunisia      | Ali Abdi                     |
| 4  | HV | Cameroon     | Adolphe Teikeu               |
| 5  | HV | Nga          | Vladislav Molchan            |
| 6  | TV | Pháp         | Quentin Daubin               |
| 8  | TV | Pháp         | Jessy Deminguet (đội trưởng) |
| 9  | TĐ | Pháp         | Benjamin Jeannot             |
| 10 | TĐ | Bờ Biển Ngà  | Caleb Zady Sery              |
| 11 | TĐ | Pháp         | Yoann Court                  |
| 12 | TĐ | Pháp         | Mohamed Hafid                |
| 15 | TV | Cameroon     | Franklin Wadja               |
| 16 | TM | Martinique   | Yannis Clementia             |
| 17 | TV | Pháp         | Godson Kyeremeh              |
| 19 | TĐ | Guiné-Bissau | Alexandre Mendy              |

| Số | VT | Quốc gia | Cầu thủ           |
| -- | -- | -------- | ----------------- |
| 20 | TV | Pháp     | Noé Lebreton      |
| 21 | TV | Pháp     | Bilal Brahimi     |
| 22 | HV | Pháp     | Brahim Traoré     |
| 23 | HV | Gabon    | Johann Obiang     |
| 24 | HV | Pháp     | Hugo Vandermersch |
| 25 | TV | Pháp     | Lamine Sy         |
| 26 | TV | Comoros  | Iyad Mohamed      |
| 27 | HV | Pháp     | Ibrahim Cissé     |
| 28 | TV | Pháp     | Djibril Diani     |
| 29 | HV | Pháp     | Romain Thomas     |
| 36 | HV | Cameroon | Stephen Ewange    |
| 77 | TĐ | Bỉ       | Norman Bassette   |
| 91 | HV | Ghana    | Emmanuel Ntim     |
| 99 | TĐ | Pháp     | Samuel Essende    |

### Cho mượn
Ghi chú: Quốc kỳ chỉ đội tuyển quốc gia được xác định rõ trong điều lệ tư cách FIFA. Các cầu thủ có thể giữ hơn một quốc tịch ngoài FIFA.
| Số | VT | Quốc gia | Cầu thủ                                                   |
| -- | -- | -------- | --------------------------------------------------------- |
| —  | TM | Pháp     | Sullivan Péan (tại Dunkerque cho đến 30 tháng 6 năm 2023) |
| —  | TV | Pháp     | Ilyes Najim (tại FBBP01 cho đến 30 tháng 6 năm 2023)      |

| Số | VT | Quốc gia  | Cầu thủ                                                             |
| -- | -- | --------- | ------------------------------------------------------------------- |
| —  | TĐ | Pháp      | Andréas Hountondji (tại Quevilly-Rouen cho đến 30 tháng 6 năm 2023) |
| —  | TĐ | Thụy Điển | Zeidane Inoussa (tại Real Murcia cho đến 30 tháng 6 năm 2023)       |